# Левицкая, Генриэтта
Генриэ́тта (Ге́ра) Леви́цкая (пол. Henrietta Lewicka; 27 ноября 1930, Одесса — 21 октября 2010, Львов) — советская, украинская художница. Работала в области станковой живописи, монументально-декоративного искусства, графики (офорт, литография, монотипия) и иконописи. Яркая представительница львовского андеграунда 1960-80-х годов.

## Биография
Родилась 27 ноября 1930 года в Одессе, в семье журналиста и педагога Богдана Всеволодовича Левицкого и учителя литературы Татьяны Петровны. Семья жила на улице Нежинской. Гера была очень привязана к отцу, в ряде её работ фигурируют детали, прямо на него указывающие — к примеру, его очки.
Училась в школе в Одессе (1938—1945), в 1945 году переехала с матерью во Львов, где в 1948 окончила школу № 9 на улице Коперника. В 1954 году окончила Институт прикладного и декоративного искусства, где училась у Р. Ю. Сельского, В. А. Манастырского, Л. И. Левицкого.
С 1954 года работала в Дрогобыче (Львовская область), где участвовала в росписи Дрогобычского вокзала и Дома культуры; в 1959 вернулась во Львов.
Много работала по всей Украине — оформляла учреждения культуры и автодорожные павильоны (остановки) в техниках сграффито, цветной и фактурной штукатурки, мозаики. В 1963 году создала яичную темпера-роспись «Иван Федоров» во Львовском полиграфическом техникуме. На сегодняшний день (2019 год) роспись в прекрасном состоянии — её можно увидеть на третьем этаже колледжа.

### Семья
Дед — Всеволод Левицкий, священнослужитель в Волынской губернии, позднее — в Ольвиополе Херсонской губернии, где прошло детство отца художницы.
Отец — Богдан Всеволодович Левицкий (1898, с. Ясногородка, Волынская губерния — 21 августа 1937), расстрелян по обвинению в участии в контрреволюционной белоэмигрантской организации (ст. 5410 УК УССР).
Мать — Татьяна Петровна Суховерская.
Брат отца — Милетий Всеволодович Левицкий (1896, Луцк — 1979, Киев), был репрессирован; погиб в ДТП. Своей семьи не имел, сохранял тёплые отношения с племянницей.
Муж — художник-график Владимир Андреевич Буглак (1932 — 2008);
- сын — Алексей.

## Творчество
С 1957 года участвовала в областных, республиканских и зарубежных выставках. В марте 1980 года участвовала в выставке львовских графиков в Государственном художественном музее Эстонии (Таллин).
Творчество Генриэтты Левицкой очень многогранно — графика, живопись, мозаика, иконопись… Всю жизнь она осваивала новые техники, экспериментировала с самыми разными материалами.
При всей многовекторности художницы, её стилистическая манера всегда узнаваема — главным образом сложностью композиций и детальной прорисованностью мельчайших деталей.

Страстный и неуютный художественный мир произведений Г. Левицкой складывается из тематически отдаленных сюжетов. Характерной чертой всех её работ является глубокое проникновение в то или иное событие, моральное понятие. Каждый персонаж, предметный атрибут занимает в композиции строго определённое место, их «содержательный голос» подчиняется общему поэтическому строю листа, часто решённого в виде мифа, фантазии, гротеска. Такие литографии, как «Одесса-41. Из детских воспоминаний» (1975), серия «Человеческая жизнь» (1972) стали важным завоеванием львовской графики в период возрастания её проблемности и социально-эстетической значимости. Для изображения глубоко личного художница обращается к дорогим сердцу литературным аналогиям. Известная литературная тема стала основой её композиции «И белых яблонь дым…» (1976), в которой благодаря очень тонкому психологическому нюансированию, максимальной концентрации мысли и пластико-техническим средствам воссоздана категория времени, её губительная роль в жизни каждого человека. Психологический анализ моделей присутствует и в цикле «Портреты молодых графиков» (1976). Автор не просто выявляет темперамент каждого персонажа, а совокупностью его психологических черт, соединенных с метафорическим антуражем, дает социально-моральную оценку современника. Не менее проникновенно, несколько зашифровано Г. Левицкая создает собственный художественный образ в «Автопортрете» (1977). Проблема человека, его внутренних связей с миром, со временем остается важной для художницы и в 80-х гг.— Яців Р. М. Львівська графіка. 1945—1990: Традиції та новаторство. — Київ: Наукова думка, 1992.
Энтузиазм Геры в вечных поисках нового обогащал не только её творчество, но и часто влиял на художественную жизнь Львова в целом. Так, в 1968 году Генриэтта вместе с Даниилом Довбошинским побывала в Сенеже, где её вдохновила техника литографии. Она начала воплощать на камне творческие идеи, искать новые способы цветной литографии, вдохновив ряд друзей-художников своим новым увлечением.
Вскоре львовским графикам разрешили провести выставку своих работ в литографической технике, которую, правда, быстро закрыли. Кроме работ Генриэтты, на выставке были представлены литографические работы Валерия Демьянишина, Владимира Пинигина, Юрия Чарышникова. Побывав на этой выставке, литографией «заразился» и один из учителей Генриэтты — Леопольд Левицкий. Литография давала художникам ощущение свободы и раскрепощённости.
22 декабря 1979 года по инициативе Генриэтты Левицкой в её художественной мастерской состоялся первый праздник «День графики», отмечать который ежегодно стало доброй традицией львовских графиков.
Работы Генриэтты Левицкой находятся в Украинском Национальном музее (Киев), в Львовской галерее искусств, в Национальном музее во Львове им. Андрея Шептицкого, в Львовском музее истории религий, в Луганском художественном музее и частных коллекциях за рубежом.